# 京都府道路公社
京都府道路公社（きょうとふどうろこうしゃ）は、京都府を設立団体とする地方道路公社である。

## 歴史
- 1990年（平成2年）3月1日：設立。
- 2009年（平成21年）6月1日：「綾部宮津道路管理事務所」を「府道路公社管理事務所」に名称変更。
- 2017年（平成29年）3月31日：事業の完了に伴い建設事務所が閉所される。
- 2023年（令和5年）4月1日：京都府道路公社が管理する京都縦貫自動車道丹波IC以北の区間が西日本高速道路（NEXCO西日本）へ移管される[2]。これにより、料金を徴収する道路が無くなる。
- 2025年 (令和7年) 4月1日 山陰近畿自動車道（宮津天橋立IC～京丹後大宮IC）の料金徴収開始[3]

## 所在地
- 本社：京都府京都市上京区出水通油小路東入丁字風呂町104番地2（京都府庁西別館内）
- 山陰近畿自動車道事務所：舞鶴市大俣洞中宮ノ浦76（舞鶴大江IC敷地内）
- 建設事務所：宮津市漁師1775番地26（宮津食品卸売市場内）

## 管理する道路
京都府からの受託路線
- 山陰近畿自動車道 宮津与謝道路（国道312号）
- 山陰近畿自動車道 野田川大宮道路（国道312号）